# Colette Senghor
Pour les articles homonymes, voir Senghor.
Colette Senghor, née Colette Hubert le 20 novembre 1925 à Mouzay (Meuse) et morte le 18 novembre 2019 à Verson (Calvados), est la seconde épouse et la muse de l'écrivain et homme politique franco-sénégalais Léopold Sédar Senghor. Il lui a notamment dédié le recueil intitulé Lettres d’hivernage.

## Biographie

### Enfance, éducation
Issue par sa mère, née Daniel de Betteville, d'une famille de vieille noblesse normande, Colette Hubert est présentée par une amie africaine à l'écrivain Léopold Sédar Senghor, alors député du Sénégal, qui en tombe amoureux, et ce peu après son divorce d'avec la Guyanaise Ginette Éboué, fille de l'ancien gouverneur du Tchad Félix Éboué. Bien qu'il ait deux enfants avec cette dernière, il qualifie leur union de « mariage par devoir », par opposition à son mariage d'amour avec Colette, de dix-neuf ans sa cadette. Leurs noces sont célébrées le 18 octobre 1957. De leur union naît l'année suivante un fils, Philippe, qui trouve la mort dans un accident de voiture au Sénégal le 6 juin 1981, et auquel Senghor dédiera le poème « Elégie pour Philippe-Maguilen ».

### Première dame du Sénégal
Quand, en 1960, Senghor devient président du Sénégal, Colette ne prend aucune position politique publique, préférant s'intéresser à ses écrits poétiques. Quand Senghor quitte le pouvoir, le couple séjourne fréquemment en Normandie. Après la mort de son mari, elle fait don de divers documents à la mairie de Verson, qui crée un « espace Senghor ». Souffrant de la maladie d'Alzheimer depuis 2013, elle meurt le 18 novembre 2019. Selon sa volonté, elle est inhumée près de son mari au cimetière catholique Bel-Air, à Dakar.